# Lenard Lakofka
Lenard Lakofka (Chicago, 1944 – 23 ottobre 2020) è stato un autore di giochi statunitense, in particolare ideatore di avventure per il gioco di ruolo Dungeons & Dragons.
Sebbene non fosse mai stato un membro formale della TSR, fu una voce influente nei primi sviluppi del gioco. Partecipò al playtest delle prime versioni, corresse alcuni dei primi manoscritti e tenne un'apprezzata rubrica sulla rivista Dragon e la sua campagna casalinga (le Lendore Islands) fu incorporata in Greyhawk.

## Biografia
Negli anni 1960 mentre viveva a Chicago aveva l'hobby di giocare a wargame dell'Avalon Hill e attraverso questi entrò in contatto con l'International Federation of Wargamers di cui era vicepresidente Gary Gygax. Nel 1968 Lakofka, che per l'epoca era diventato presidente della IFW, aiutò l'organizzazione della prima Gen Con (ideata da Gygax) presso l'Horticultural Hall a Lake Geneva. Al termine dell'evento, Gygax, prima della chiusura della sala, introdusse Lakofka e altri a un nuovo regolamento di wargame tridimensionale che stava sviluppando. Questo, uno dei precursori di Dungeons & Dragons sarebbe stato pubblicato come Chainmail.
Nel 1969 Lakofka scrisse il primo numero di Liaisons Dangereuses, una fanzine dedicata a Diplomacy, che durò otto anni per complessi ottantun numeri Lo stesso anno fu tra gli organizzatori della seconda Gen Con.
Nel 1972 Gary Gygax e Dave Arneson, svilupparono la prima versione di Dungeons & Dragons, per pubblicare la quale Gygax fondò, con Don Kaye, la TSR. Lakofka fu uno dei playtester durante lo sviluppo delle regole, e consigliò modifiche a Gygax dove pensava che fossero sbilanciate. Poco dopo la pubblicazione di D&D nel 1975, iniziò a inserire nella sua fanzine articoli su di esso. Sebbene firmati da Lakofka e Gygax tutti gli articoli furono scritti dal solo Lakofka, che aggiungeva il nome di Gygax per preservare il suo copyright su D&D. Alcuni di questi articoli furono ripubblicati nei primi numeri di The Dragon. Lakofka iniziò a giocare a D&D usando un personaggio chiamato Leomud e alcuni incantesimi nelle prime edizioni di D&D lo citano (per esempio Leomund's Trap, Leomund's Tiny Hut, Leomund's Secret Chest nella prima edizione dell'Advanced Dungeons & Dragons. Creò anche una campagna per D&D detta Lendore Isles.
Sebbene non fosse un dipendente della TSR, Gygax gli passò copie delle bozze di sviluppo del manuale del giocatore e di quello del master per AD&D, che Lakofka revisionò e a cui contribuì con proprio materiale. Dopo la pubblicazione dei manuali base di AD&D aggiunse nuovi incantesimi, oggetti magici e mostri, che furono pubblicati su Dragon. Sempre per Dragon Scrisse anche diversi articoli su AD&D e continuò ad organizzare e gestire eventi su AD&D e Diplomacy alle edizioni della GenCon.
Nel 1979 accettò, su proposta di Brian Blume, di scrivere tre moduli di avventura per AD&D per 10500 $. E nell'ottobre il curatore editoriale di Dragon, Tim Kask, gli propose di scrivere una colonna regolare, che venne pubblicata come Leomund's Tiny Hut a partire dal numero 30. Nel 1980 Lakofka propose tre moduli alla TSR, presi da avventure create per la sua campagna delle Lendore Isle: The Secret of Bone Hill, The Assassin's Knot e Deep Dwarven Delve. In quel periodo Gary Gygax stava creano il suo World of Greyhawk Fantasy Game Setting, e Lakofka chiese se "Lendore Isle" poteva esservi incorporato. Gygax si disse d'accordo e Lakofka scelse la più grande isola dell'arcipelago delle Spindrift Isles come corrispondente alle sue Lendore Isles.
Nel 1981 fu pubblicata la sua prima avventura, L1 The Secret of Bone Hill. Le recensioni furono contrastanti, Anders Swenson su Different Worlds, si lamentò della casualità degli incontri e che i mostri e i cittadini era compressi poco realisticamente in un'area geografica troppo ristretta.. Comunque a Jim Bambra su White Dwarf piacquero le situazioni di gioco di ruolo presentate dal modulo e gli diede 8/10. James Maliszewski affermò che era uno dei suoi moduli preferiti perché è una "'sandbox' molto flessibile per una campagna di basso livello". La sede dell'avventura, Lendore Island, iniziò l'inclusione di materiali scritti di autori diversi da Gygax o Rob Kuntz nell'ambientazione di Greyhawk.
La seconda avventura L2 The Assassin's Knot pubblicata nel 1983 ricevette anch'essa recentiosi contrastanti. Rick Swan su The Space Gamer, ritenne la trama dell'assassinio un "affare pedestre" e che l'avventura fosse "semplicemente piatta". Dave Morris su White Dwarf la definì invece "un divertente caso di omicidio per personaggi di AD&D" e gli assegnò un voto di 7/10. Nel 2004, Erik Mona e James Jacobs la classificarono come la 29ª miglior avventura per AD&D.
Oltre alla sua rubrica mensile, Lakofka continuò a scrivere altri articoli su Dragon. Quando Gygax stava scrivendo il World of Greyhawk, Lakofka suggerì che secondo gli schemi di migrazione delle varie razze di Greyhawk, le sue Lendore Isles dovrebbero essere state colonizzate dai Suel. Quando le dodici divinità del pantheon dei Suel furono semplicemente elencate senza dettagli nell'edizione del 1983 del World of Greyhawk Fantasy Game Setting, Lakofka approfondì la descrizione di ogni divinità, che fu pubblicata in cinque part su Dragon nel corso del 1984.

### Dopo la TSR
La terza avventura, L3 Deep Dwarven Delve, era stata programmata per essere pubblicata nel 1986 e Lakofka intendeva scrivere altre due avventure della serie "L". Comunque alla fine del 1985 Gygax perse la lotta per il controllo della TSR e venne estromesso. La nuova gestione non voleva fare affari con gli amici di Gygax e la pubblicazione della terza avventura fu annullata. Lakofka concluse anche la sua rubrica mensile per Dragon, l'ultimo numero fu pubblicato nell'aprile 1986 sul numero 108.
Lakofka si trasferì da Chicago alla California e non scrisse altro materiale per AD&D. fu solo dopo l'acquisizione della TSR da parte della Wizards of the Coast ne, 1997 e il revival di Greyhawk, che venne contattato per la pubblicazione di Deep Dwarven Delve come parte del set in scatola per il 25º	anniversario. Lakofka, con la collaborazione dello staff della Wizards, adattò l'avventura alle nuove regole di D&D, ma la WotC perse la riscrittura finale andò prima della pubblicazione e piuttosto che farlo sapere qualcuno della WotC inserì nuovo materiale nel vecchio manoscritto prima della pubblicazione. Lakofka afferma che circa il 20% del prodotto finale non è sua opera
Lakofka continuò a lavorare su nuove avventure nella serie e nel 2009 pubblicò la quarta avventura Devilspawn come download libero su Dragonsfoot.org. Un quinto modulo L5The Kroten Campaign fu pubblicato in tre parti sempre in download gratuito su Dragonsfoot.org.
Nel 2019 divenne un ospite regolare sul canale Twitch LordGosumba, su cui discuteva di Greyhawk e D&D.
È morto il 23 ottobre 2020.

## Opere
- L1 The Secret of Bone Hill, TSR, 1981.
- L2 The Assassin's Knot, TSR, 1983.
- L3 Deep Dwarven Delve, TSR, 1999.
- L4C: The Lendore Isle Companion, Dragonsfoot, 2009
- L4: Devilspawn, Dragonsfoot, 2010
- L5A: The Kroten Campaign Guide, Dragonsfoot, 2009
- L5B: The Kroten Adventures, Dragonsfoot, 2009
- L5C: The Kroten Campaign Companion, Dragonsfoot, 2009
- The Nystul and Lendore Isle Campaign, Footprints e-zine, 2005, available at www.dragonsfoot.org.
- L5 Map Pack, Dragonsfoot, 2009